# Huvmossor
Huvmossor (Physcomitrium) är ett släkte av bladmossor. Huvmossor ingår i familjen Funariaceae.

## Bildgalleri

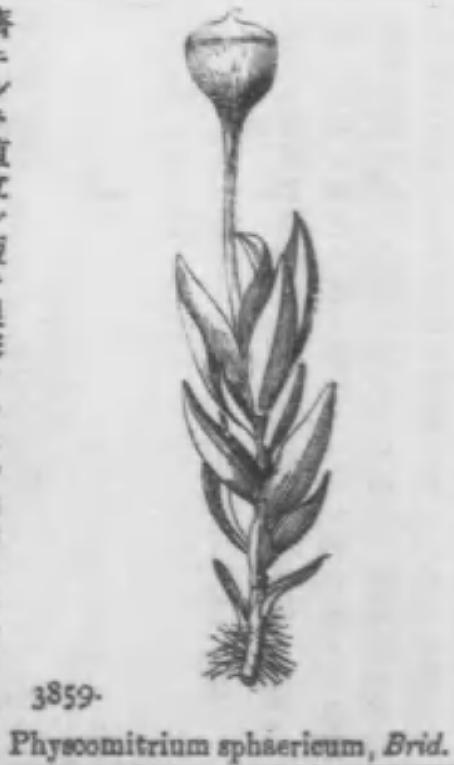
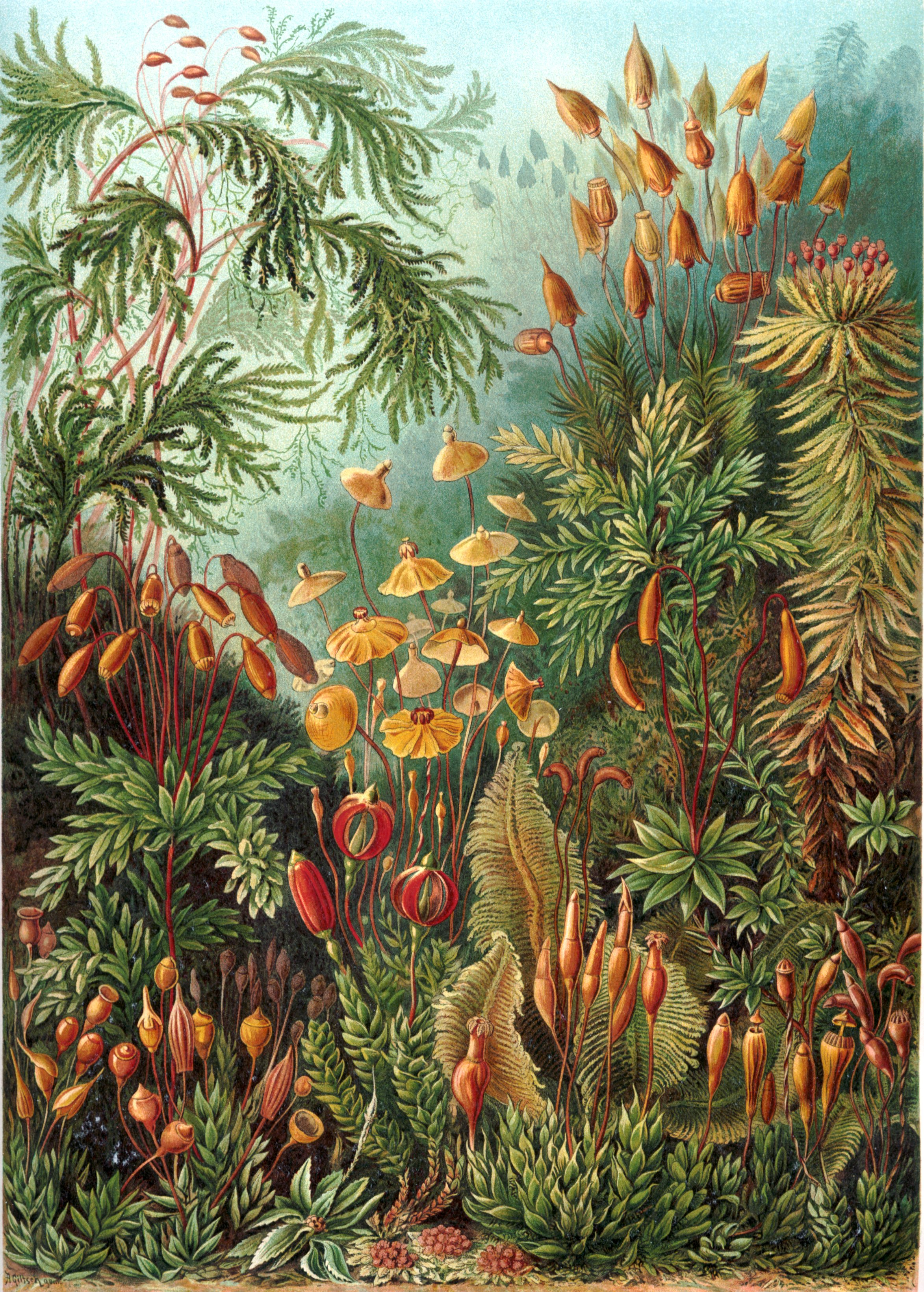
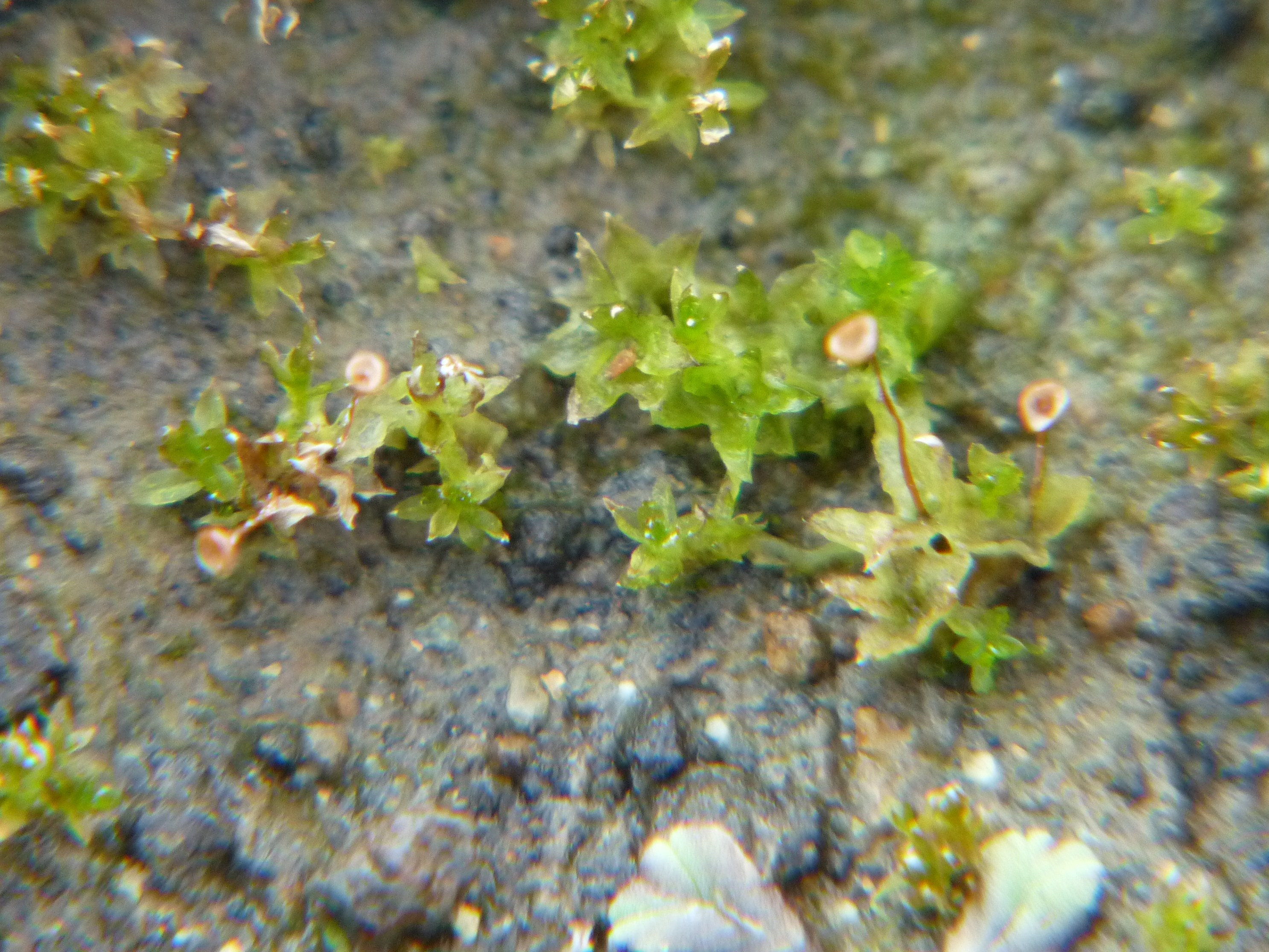
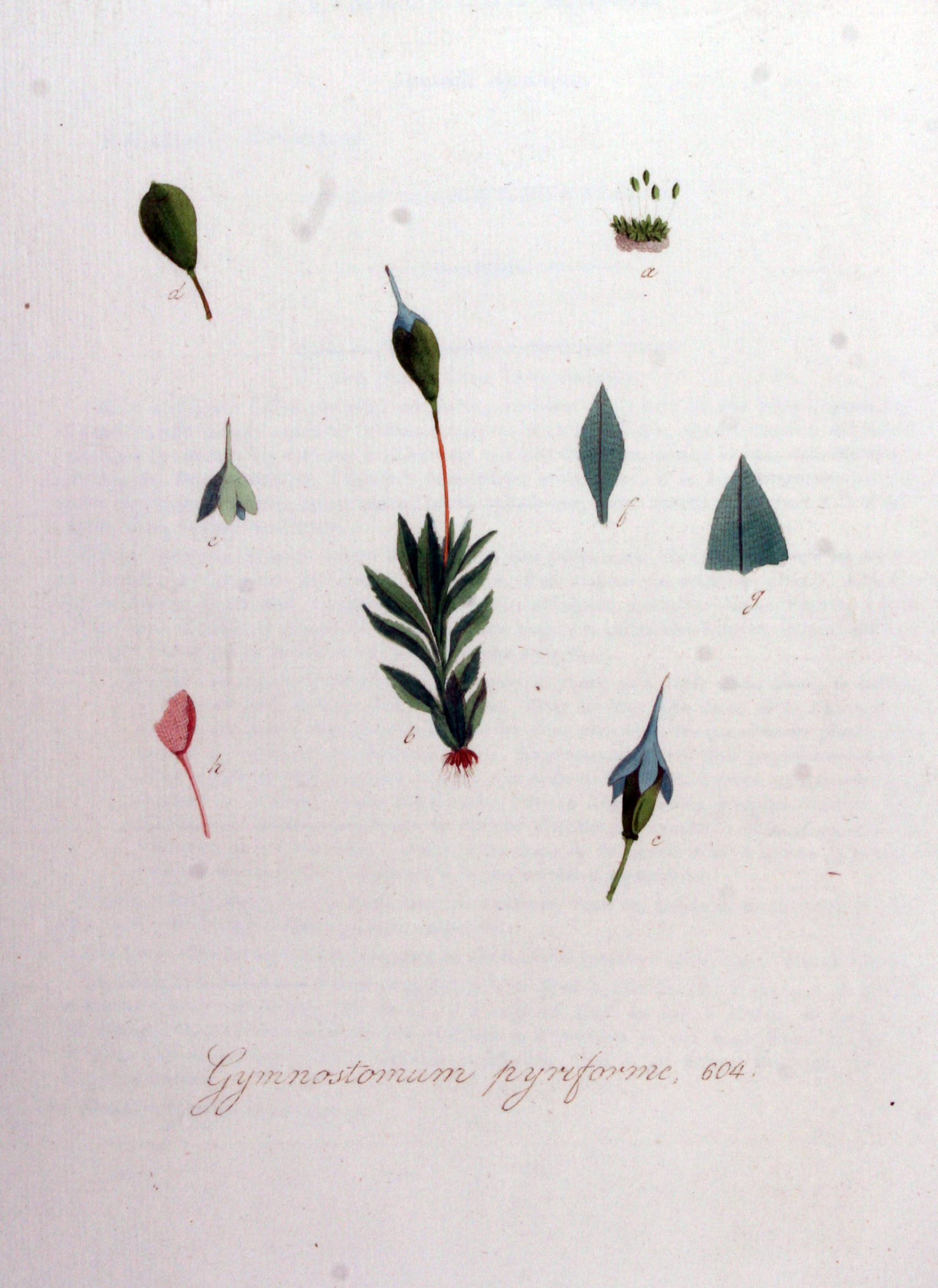

## Dottertaxa till Huvmossor, i alfabetisk ordning[1][2]
- Physcomitrium acutifolium
- Physcomitrium arenicola
- Physcomitrium argentinicum
- Physcomitrium aubertii
- Physcomitrium badium
- Physcomitrium brevirostre
- Physcomitrium brevisetum
- Physcomitrium brisbanicum
- Physcomitrium bukobense
- Physcomitrium chlorodictyon
- Physcomitrium coarctatum
- Physcomitrium collenchymatum
- Physcomitrium coorgense
- Physcomitrium courtoisii
- Physcomitrium cupulare
- Physcomitrium cupuliferum
- Physcomitrium delicatulum
- Physcomitrium dilatatum
- Physcomitrium eurystomum
- Physcomitrium falcifolium
- Physcomitrium felipponei
- Physcomitrium flaccidum
- Physcomitrium flexifolium
- Physcomitrium germanillae
- Physcomitrium gibertii
- Physcomitrium hemisphaericum
- Physcomitrium herteri
- Physcomitrium hookeri
- Physcomitrium immersum
- Physcomitrium indicum
- Physcomitrium insigne
- Physcomitrium integrifolium
- Physcomitrium japonicum
- Physcomitrium lindmannii
- Physcomitrium longicolle
- Physcomitrium lorentzii
- Physcomitrium luteolum
- Physcomitrium mahui
- Physcomitrium martianovii
- Physcomitrium mirabile
- Physcomitrium niloticum
- Physcomitrium nodulifolium
- Physcomitrium orbignyanum
- Physcomitrium paraguense
- Physcomitrium perflaccidum
- Physcomitrium platyphylloides
- Physcomitrium puiggarii
- Physcomitrium pusillum
- Physcomitrium pygmaeum
- Physcomitrium pyriforme
- Physcomitrium repandum
- Physcomitrium rooperi
- Physcomitrium roseae
- Physcomitrium sahapurense
- Physcomitrium serrifolium
- Physcomitrium serrulatum
- Physcomitrium sinensi-sphaericum
- Physcomitrium spathulatum
- Physcomitrium sphaericum
- Physcomitrium subminutulum
- Physcomitrium subspathulatum
- Physcomitrium subsphaericum
- Physcomitrium sumatranum
- Physcomitrium sylvestre
- Physcomitrium thieleanum
- Physcomitrium umbonatum